# Ерофеев, Борис Васильевич (учёный)
Борис Васильевич Ерофе́ев (1909—1995) — советский белорусский учёный в области физико-химии.

## Биография
Родился 27 апреля (10 мая) 1909 года в селе Пенделка (ныне Кузнецкий район, Пензенская область) в семье сельского учителя. В 1930 году он окончил МГУ имени М. В. Ломоносова, после чего работал сначала в Московском институте азота, затем в МГУ.
В 1939 году Ерофеев переехал в Минск, где стал работать директором Института химии АН БССР. В 1940 году он защитил докторскую диссертацию и был избран членом-корреспондентом АН БССР. В начале Великой Отечественной войны он был отправлен в эвакуацию, заведовал кафедрой химии Куйбышевского государственного педагогического института, с 1942 года — заведующий лабораторией, заместитель начальника Всесоюзного института авиационных материалов. После освобождения БССР вернулся в Минск. В 1947 году Ерофеев был избран академиком АН БССР, в 1950 году — членом Президиума Академии, а в 1953—1956 годах занимал должность её вице-президента. Член ВКП(б) с 1946 года.
Параллельно с работой в АН БССР продолжал руководить Институтом химии, заведовал кафедрой БелГУ. Избирался депутатом ВС БССР. С 1973 года Ерофеев заведовал лабораторией сначала в Институте торфа, затем в Институте физико-органической химии АН БССР. С 1987 года состоял советником при дирекции того же Института.
Являлся автором более чем 700 научных работ, 87 изобретений, 5 монографий в области химической кинетики, катализа, топохимических реакций, автоокисления органических соединений и физикохимии полимеров..
Умер 24 ноября 1995 года, похоронен на Восточном кладбище Минска.

## Награды и премии
- два ордена Трудового Красного Знамени
- орден Красной Звезды (16.09.1945)
- орден «Знак Почёта»
- медали[1]
- заслуженный деятель науки Белорусской ССР (1979)
- Сталинская премия второй степени (1946) — за создание и освоение в промышленности отечественного органического стекла, получившего применение для производства прозрачной авиационной брони